# Ardian Klosi
Ardian Klosi (9 de julio de 1957 – 26 de abril de 2012) fue un publicista, albanologista, escritor, traductor y activista social albanés. Se graduó en literatura albanesa en la Universidad de Tirana en 1981 y obtuvo su doctorado en literatura alemana comparada en la Universidad de Innsbruck.

## Primeros años de vida y familia
Ardian Klosi nació en Tirana en 1957 en el seno de una familia originaria de Mallakastër. Su padre era Bilbil Klosi, ministro de Justicia de 1953 a 1966 y secretario del presídium de la Asamblea Nacional durante el periodo de 1966 a 1973.
En 1981 Ardian obtuvo su licenciatura en literatura albanesa en la Universidad de Tirana.

## Su vida en Alemania
Se recibió como doctor en el año 1990. Durante los cinco años siguientes a la caída del comunismo Klosi vivió en Alemania, donde conoció y se casó con la fotógrafa Jutta Benzenberg, con quien tuvo dos hijas.

## Regreso a Albania
Klosi regresó a Albania en 1998, fuertemente comprometido con la sociedad civil y el periodismo. Después de regresar de Alemania, Klosi fue de 1998 a 1999 el director general de la Radio Televizioni Shqiptar, la radio pública de Albania. Durante sus últimos años, fue un gran activista defensor de los asuntos medioambientales. Asimismo, apoyó causas sociales impulsadas por la sociedad civil y defendió caudas relativas a la preservación del patrimonio cultural.

## Muerte
Klosi falleció el 26 de abril de 2012, a los 54 años, al ahorcarse en su residencia veraniega en Korçë. Durante toda su vida había tenido problemas de salud mental relacionados con la depresión y ya había intentado acabar con su vida en dos ocasiones: en noviembre de 2011, afectado por la muerte de su madre, y a finales del mismo año tras ser despedido de su trabajo en el Instituto Goethe de Tirana. Le sobrevivieron sus dos hijas y su esposa.
El Presidente albanés Bamir Topi consideró su muerte como «una pérdida irreparable para su familia y toda la sociedad albanesa, que hoy más que nunca necesita intelectuales independientes y valientes, para llevar a cabo trabajos sociales en nombre del pueblo albanés».
El primer ministro de Albania Sali Berisha envió un mensaje de pésame a la familia, donde remarcaba que la muerte de Klosi era una pérdida irremplazable no sólo para su familia sino también para el mundo de letras, la política y la sociedad civil albanesa.
El Partido Socialista de Albania expresó su pésame por la pérdida de un hombre a quien consideraban un buen albanés, de mente brillante, ejemplo de la libertad de expresión en Albania, y una gran pérdida para la sociedad civil y el mundo de la cultura de la nación «Ardian Klosi fue un ejemplo, que luchó y se comprometió con los valores democráticos y la justicia social. Será recordado como un ciudadano activo que luchó en contra de la destrucción medioambiental y dio voz a todos aquellos que luchan por esta causa»: este fue el mensaje del PS tras su muerte.
El dirigente de la oposición, Edi Rama, tuiteó: «Un buen amigo de nuestro país nos dejó esta noche, después de rechazar convivir en un mundo vulgar».
Fue enterrado en el cementerio público de Sharra, en un suburbio de Tirana.